# Gilbert Murray
George Gilbert Aimé Murray (Sydney, 2 de janeiro de 1866 — 20 de maio de 1957) foi um britânico nascido na Austrália, erudito clássico e intelectual público, com conexões em muitas esferas. Ele foi um notável estudioso da língua e da cultura da Grécia Antiga, talvez a maior autoridade da primeira metade do século XX. Ele é a base para o personagem de Adolphus Cusins na peça de seu amigo George Bernard Shaw, Major Barbara.
Ele foi um humanista proeminente e serviu como Presidente da União Ética (agora Associação Humanista Britânica) de 1929-1930 e foi um delegado no Congresso Humanista Mundial inaugural em 1952, que estabeleceu a Humanistas Internacional. 

## Humanismo
Murray é frequentemente identificado como um humanista, tipicamente com alguma qualificação ('clássico', 'erudito', 'engajado', 'liberal'). Ele ingressou na Rationalist Press Association e, em 1952, participou do Congresso Humanista Mundial. Ele escreveu e divulgou extensivamente sobre religião (grego, estoico e cristão); e escreveu vários livros lidando com sua versão do humanismo. Ele foi presidente da British Ethical Union (agora Humanists UK) de 1929-1930.
Uma frase de suas palestras de 1910, Quatro Estágios da Religião Grega, gozou de destaque público: a "falta de coragem" do mundo helenístico, da qual uma virada para o irracionalismo era sintomática.
Murray foi batizado como católico romano; seu pai era católico, sua mãe protestante. Sua filha Rosalind (mais tarde Rosalind Toynbee), uma convertida católica, atacou seu secularismo em seu livro de apologética, The Good Pagan's Failure (1939). Cerca de um mês antes de morrer, quando estava acamado, sua filha Rosalind ligou para o padre católico local para vê-lo. Rosalind posteriormente afirmou que Murray se reconciliou com a Igreja Católica; outros membros da família, no entanto, contestaram sua versão dos eventos.

## Trabalhos

### Tradução para o inglês
- Andromache (1900)
- Uma edição de texto de Eurípides, Fabulae, em três volumes (OCT. 1901, 1904, 1910)
- Euripides: Hippolytus; The Bacchae (1902)[6]
- Aristophanes: The Frogs (1902)[6]
- Euripides, The Trojan Women (1905)
- Electra of Euripides (1905)
- Euripides Medea (1910)
- Iphigenia in Tauris (1911)
- Oedipus King of Thebes (1911)
- The Story of Nefrekepta: From a Demotic Papyrus (1911)
- Rhesus of Euripides (1913)
- Andromache (1913)
- Alcestis (1915)
- Agamemnon (1920)
- Choephoroe (1923)
- Eumenides de Aeschylus (1926)
- The Oresteia (1928)
- The Suppliant Women (1930)
- Seven Against Thebes (1935)
- Uma edição de texto de Aeschylus, Septem quae supersunt Tragoediae (OCT. 1937. 1955)
- The Persians (1939)
- Antigone (1941)
- The Rape of the Locks: The Perikeiromene of Menander (1942)
- Fifteen Greek Plays (1943) com outros
- The Arbitration: the Epitrepontes of Menander (1945)
- Oedipus at Colonus (1948)
- The Birds (1950)
- Euripides, Ion (1954)
- Collected Plays of Euripides (1954)
- The Knights (1956)

### Estudos clássico
- The Place of Greek in Education (1889) Palestra Inaugural
- A History of Ancient Greek Literature (1897)
- The Rise of the Greek Epic (1907) third edition (1924) Harvard University lectures
- Greek Historical Writing, and Apollo: Two Lectures (1908) com Ulrich von Wilamowitz-Moellendorff
- The Interpretation of Ancient Greek Literature (1909) Palestra Inaugural
- Ancient Greek Literature (1911)
- English Literature and the Classics (1912) seção sobre Tragédia, editor George Stuart Gordon
- Four Stages of Greek Religion (1913)
- Euripides and his Age. (1913) no Home University Library
- Hamlet and Orestes: A Study in Traditional Types (1914) Palestra Anual de Shakespeare 1914
- The Stoic Philosophy (1915) Palestra Conway
- Aristophanes and the War Party, A Study in the Contemporary Criticism of the Peloponnesian War (1919) Palestra Creighton 1918, como Our Great War and The Great War of the Ancient Greeks (US, 1920)
- Greek Historical Thought: from Homer to the Age of Heraclius (1924) com Arnold J. Toynbee
- Five Stages of Greek Religion (1935)
- The Classical Tradition in Poetry (1927) Charles Eliot Norton Palestras
- Aristophanes: A Study (1933)
- Aeschylus: The Creator of Tragedy (1940)
- The Wife of Heracles (1947)
- Greek Studies (1947)
- Hellenism and the Modern World (1953) palestras de rádio

Festschrift
- Poesia grega e vida, ensaios apresentados a Gilbert Murray em seu septuagésimo aniversário, 2 de janeiro de 1936 (1936)

### Outros trabalhos
- Gobi or Shamo romance (1889)
- Carlyon Sahib, um drama em quatro atos (1899)
- Liberalism and the Empire: Three Essays com Francis W. Hirst e John L. Hammond (1900)
- Thoughts on the War panfleto (1914)
- The Foreign Policy of Sir Edward Grey, 1906–1915 texto online (1915)
- Ethical Problems of the War (1915)
- Herd Instinct and the War Uma palestra reproduzida em The International Crisis in Its Ethical and Psychological Aspects (1915)
- How can war ever be right? Oxford Pamphlets No 18/Ist Krieg je berechtigt?/La guerre. Peut-elle jamais se justifier? (1915)
- Impressions of Scandinavia in War Time (1916) panfleto, reimpressão do Westminster Gazette
- The United States and the War panfleto (1916)
- The Way Forward: Three Articles on Liberal Policy panfleto (1917)
- Great Britain's Sea Policy – A Reply to an American Critic reimpressão da The Atlantic Monthly (1917)
- Faith, War and Policy (1917)
- The League of Nations and the Democratic Idea (1918)
- Religio Grammatici: The Religion Of A Man Of Letters Discurso presidencial à Associação Clássica, 8 de janeiro de 1918 (1918)
- Prefácio para My Mission to London 1912–1914 de Prince Lichnowsky, o embaixador alemão em Londres que avisou Berlim que a Grã-Bretanha lutaria em agosto de 1914. Cassel & Co. London. (1918)
- Satanism and the World Order Adamson Lecture (1920)
- The League of Nations and its Guarantees panfleto da Liga das Nações de (1920)
- Essays and Addresses (1921)
- The Problem of Foreign Policy: A Consideration of Present Dangers and the Best Methods for Meeting Them (1921)
- Tradition and Progress (1922)
- The Ordeal of This Generation: The War, the League and the Future Palestras Halley Stewart 1928 (1930)
- Augustan Book of Poetry volume 41 (1931)
- The Intelligent Man's Way To Prevent War com outros (1933)
- Problems of Peace (Eighth Series) com outros (1933)
- Then and Now (1935)
- Liberality and Civilisation 1937 Hibbert (1938)
- Stoic, Christian and Humanist (1940)
- The Deeper Causes of the War and its Issues com outros (1940)
- World Order Papers, No. 2 (1940) pamphlet, The Royal Institute of International Affairs
- Anchor of Civilisation Philip Maurice Deneke (1942)
- A Conversation with Bryce James Bryce Memorial (1943)
- Myths and Ethics, or Humanism and the World's Need Conway Hall (1944)
- Humanism: Three BBC talks com Julian Huxley e Joseph Houldsworth Oldham (1944)
- Victory and After (1945)
- From the League to the U.N. (1948)
- Spires of Libertywith com outros (1948)
- Andrew Lang: The Poet Andrew Lang 1947 (1948)
- The Meaning of Freedom essays, com outros (1956)
- Humanist Essays retirados de Essays and Addresses, Stoic, Christian and Humanist (1964)